# شماره‌گیری چرخشی

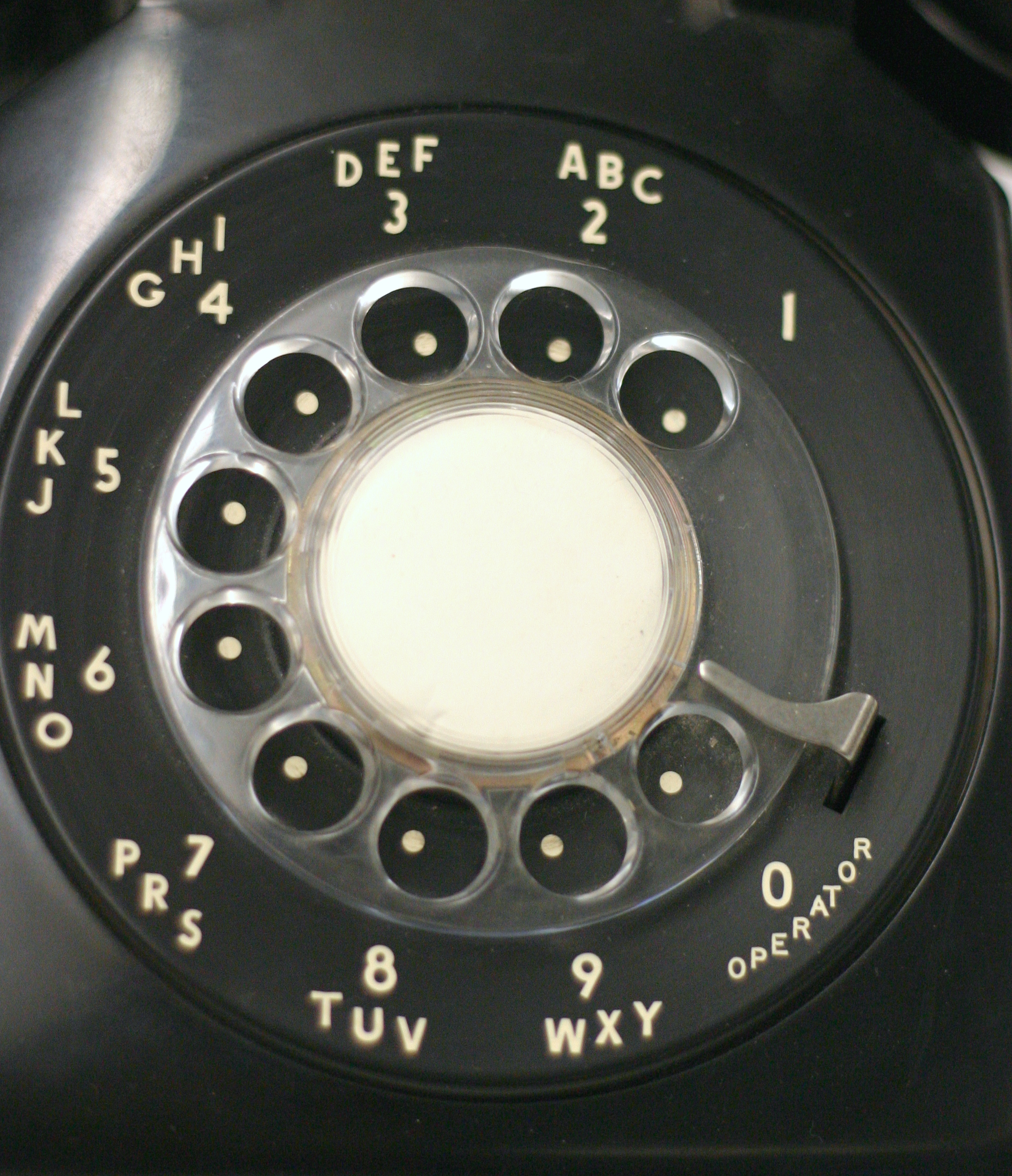
شماره‌گیری تلفنی چرخان سنتی آمریکای شمالی. نامه‌های تداعی در ابتدا برای شماره‌گیری صرافی‌های به کار رفته استفاده می‌شد اما به خاطر حفظ شماره تلفن‌ها تسهیل می‌شد.

شماره‌گیری چرخشی یکی از اجزای تلفن است که برای شماره‌گیری یک شماره با استفاده از روش شماره‌گیری پالس استفاده می‌شود.

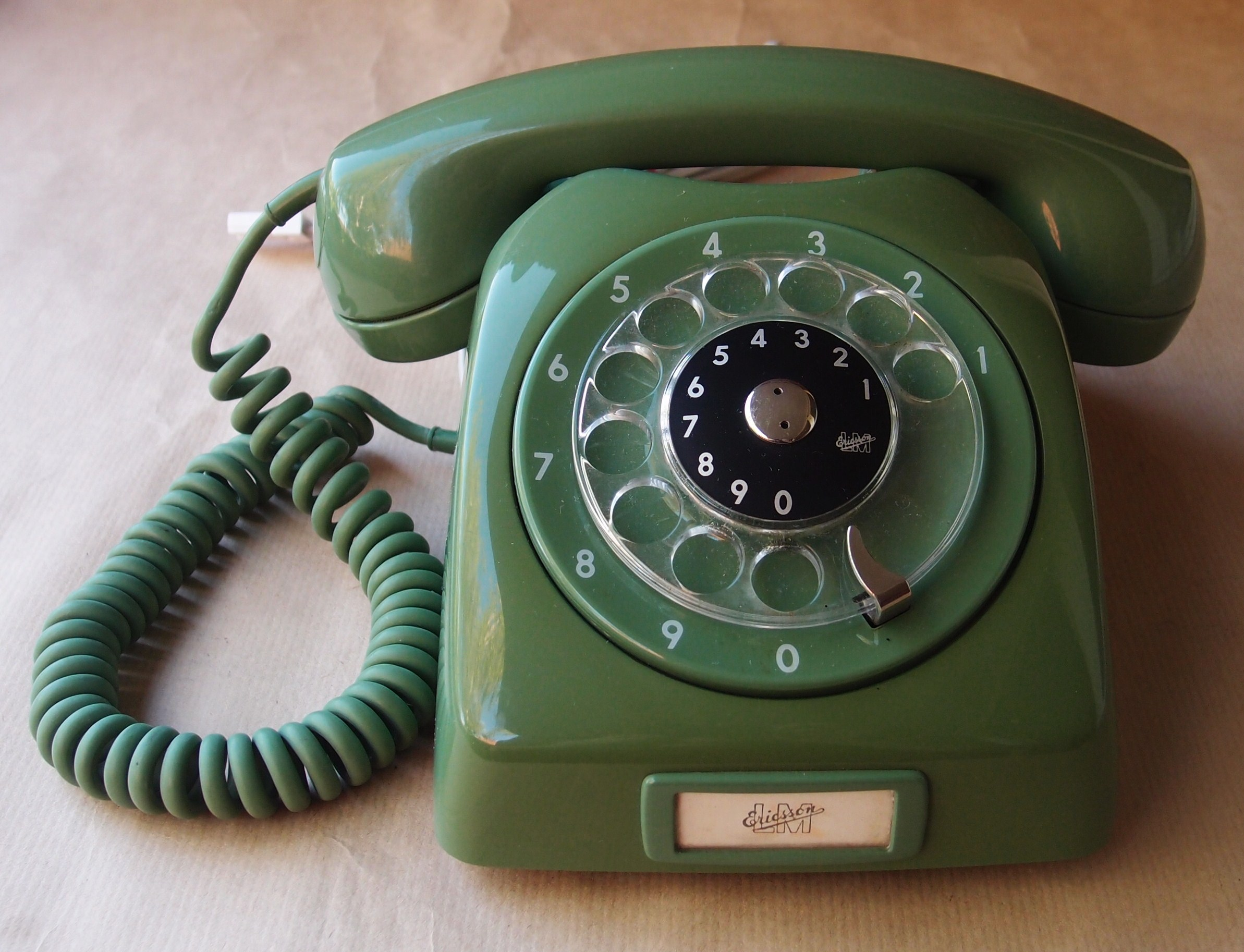
تلفن اریکسون از دهه ۱۹۶۰ که تا دهه ۱۹۸۰ در سوئد محبوب بود

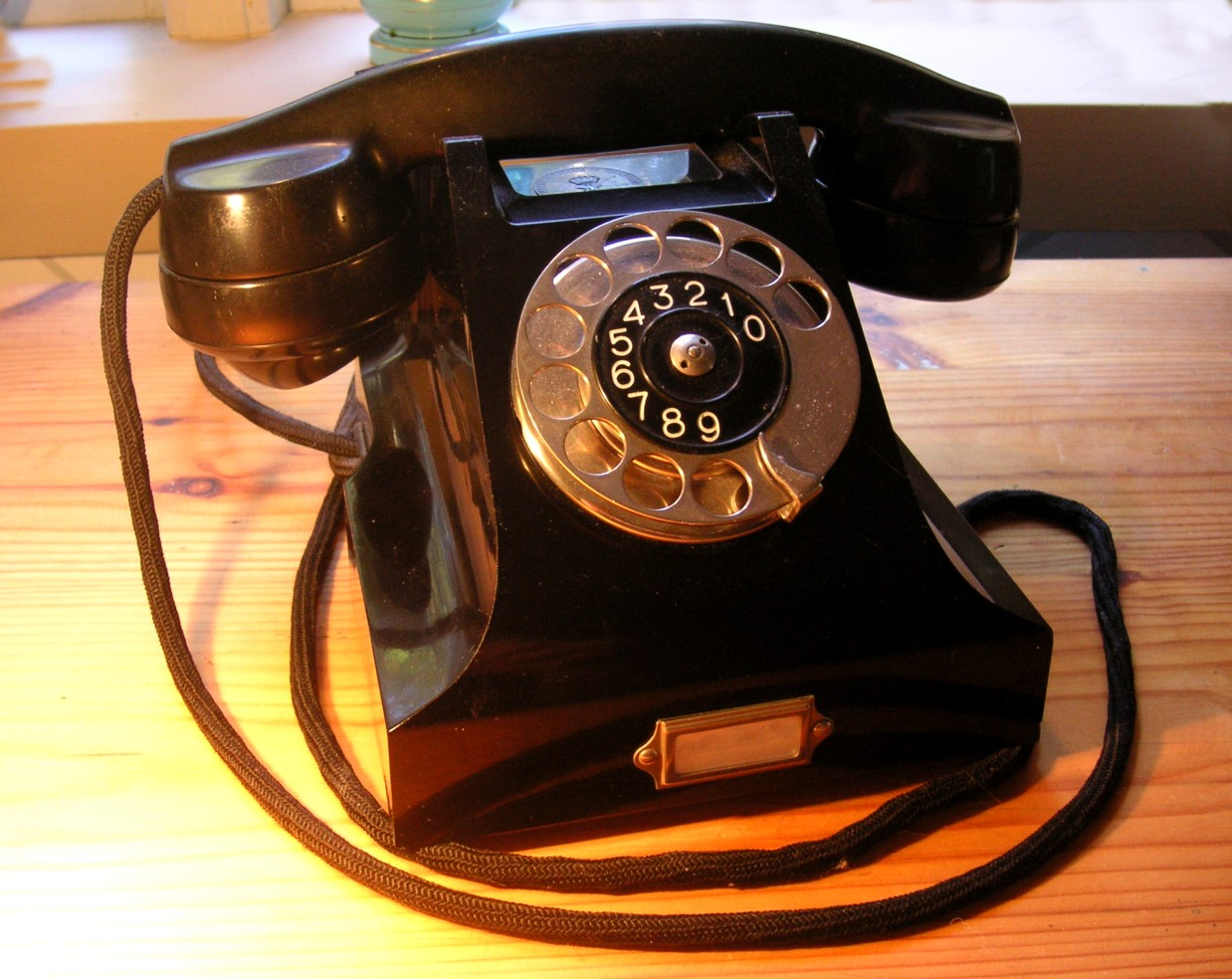
شماره‌گیری چرخشی اریکسون در سال ۱۹۳۱ بدون نوشتن حروف روی چرخ انگشت، معمولاً در تلفن‌های اروپایی. ۰ مقدم بر ۱ است.

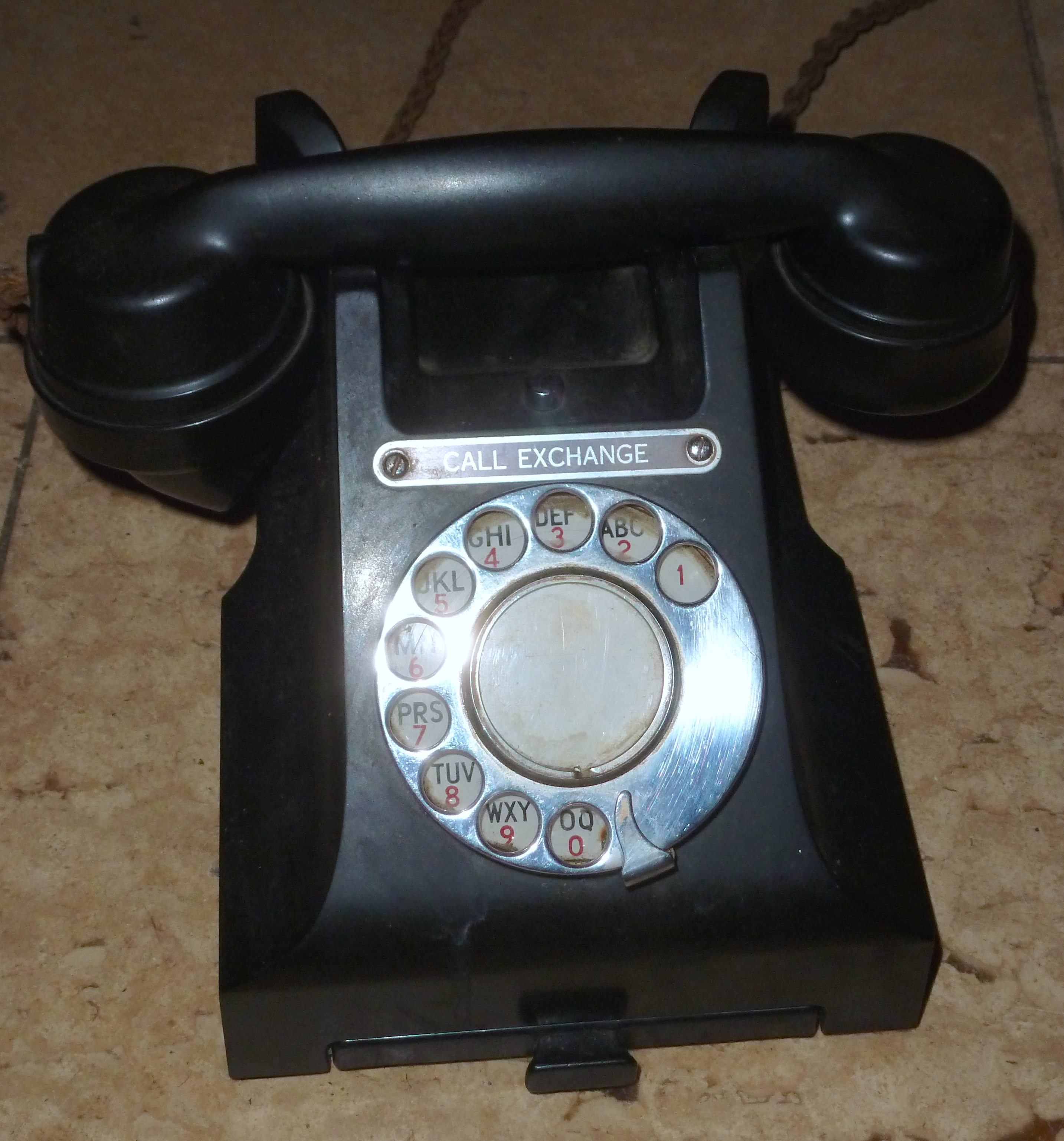
تلفنی با حروف روی صفحه چرخشی (۱۹۵۰، انگلستان)

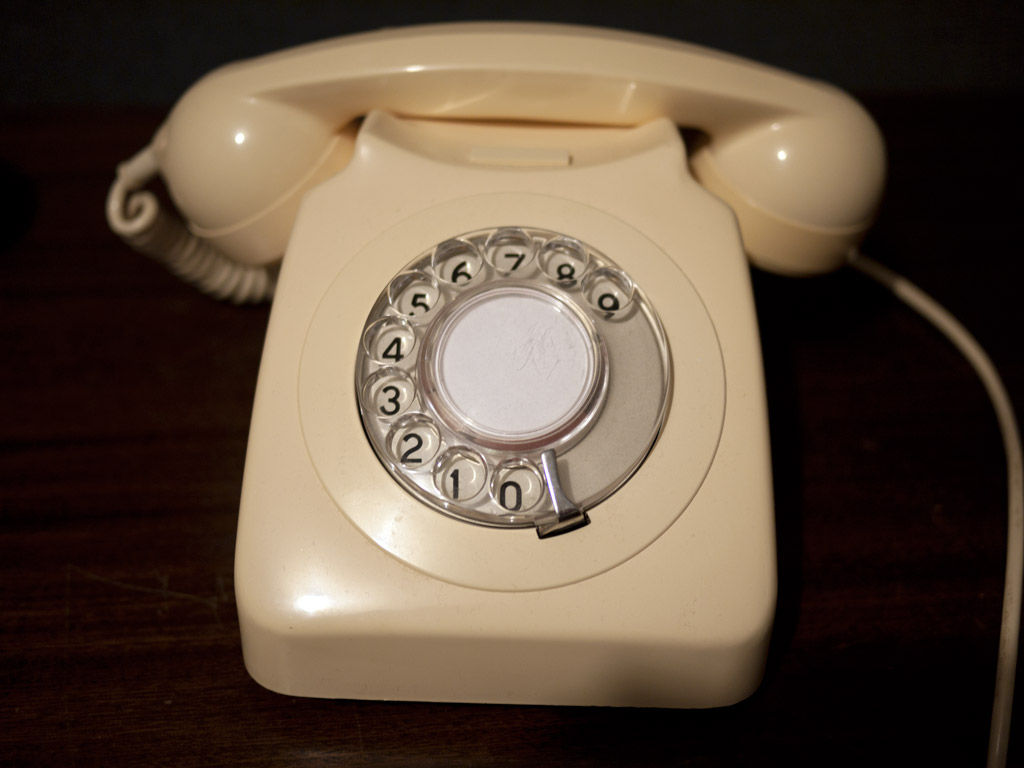
تلفن دوار از نیوزیلند، که از ترتیب معکوس اعداد استفاده می‌کند

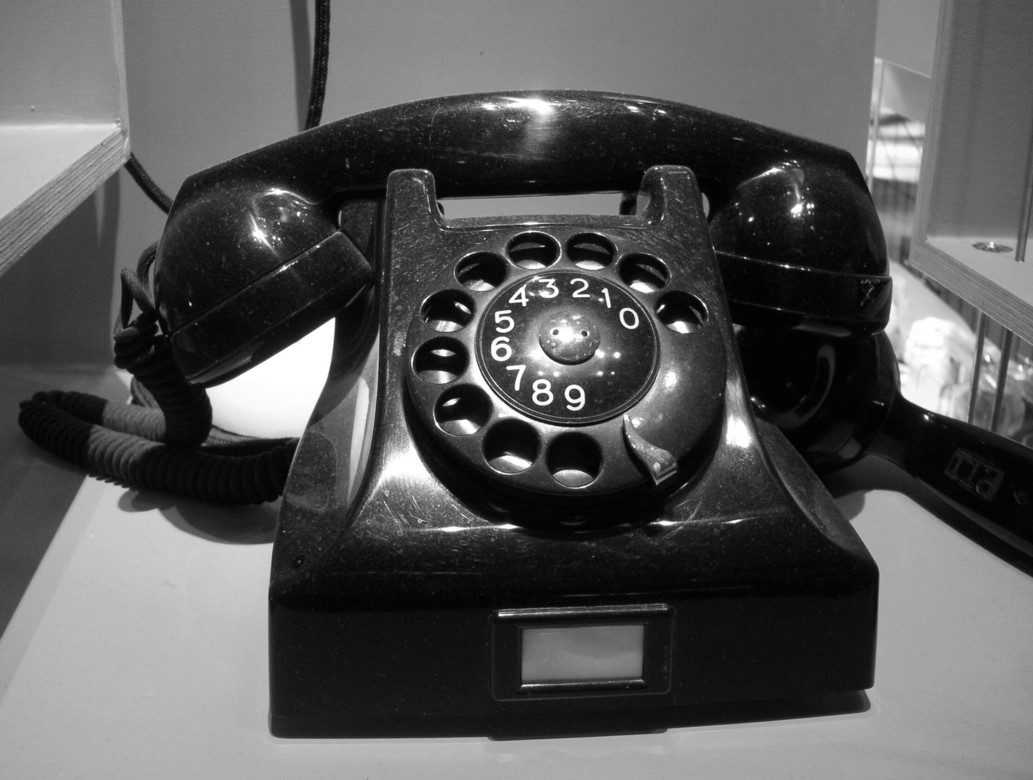
تلفن دوار سوئدی. ۰ مقدم بر ۱ است.